# 紅線錫伯鯰
紅線錫伯鯰，為輻鰭魚綱鯰形目北非鯰科的其中一種，分布於非洲西部淡水流域、尼羅河、三比西河，棲息深度4-49公尺，體長可達40公分，棲息在水流緩慢或靜止、水草生長的溪流、水塘、湖泊，屬雜食性，以魚類、昆蟲、蝸牛、果實等為食，可做為食用魚、遊釣魚及觀賞魚。

## 擴展閱讀
維基物種上的相關：紅線錫伯鯰